# Хатико
Хатико (яп. ハチ公 Хатико:) — пёс породы акита-ину, являющийся символом верности и преданности в Японии.

## Жизнь
Хатико появился на свет 10 ноября 1923 года в японской префектуре Акита. Фермер решил подарить щенка профессору Хидэсабуро Уэно, работавшему в Токийском университете. Профессор дал щенку кличку Хатико — от хати (яп. ハチ, «восемь») и суффикса  (яп. 公 ко:), обозначающего привязанность или зависимость, так как пёс был восьмой по счёту собакой профессора.
Когда Хатико подрос, он везде непременно следовал за своим хозяином. Тот ежедневно уезжал в город на работу, поэтому пёс сначала провожал его до входа на станцию Сибуя, а затем, в 3 часа дня, вновь возвращался туда, чтобы встретить хозяина.
21 мая 1925 года у профессора в университете случился быстрый инсульт. Врачи не смогли спасти ему жизнь, и домой он уже не вернулся. Хатико на тот момент было восемнадцать месяцев. В тот день он так и не дождался хозяина, но стал приходить на станцию ежедневно, терпеливо ожидая его до позднего вечера. Ночевал он на крыльце профессорского дома.
Несмотря на то, что пса пытались пристроить в дома друзей и родственников профессора, он неизменно продолжал возвращаться на станцию. Местные торговцы и железнодорожники прикармливали Хатико, восхищаясь его настойчивостью.
Пёс стал известен на всю Японию в 1932 году после публикации в одной из крупнейших газет Токио статьи «Преданный старый пёс ожидает возвращения своего хозяина, умершего семь лет назад». История покорила сердца японцев, и на станцию Сибуя стали приезжать любопытствующие с целью посмотреть на пса.

### Смерть

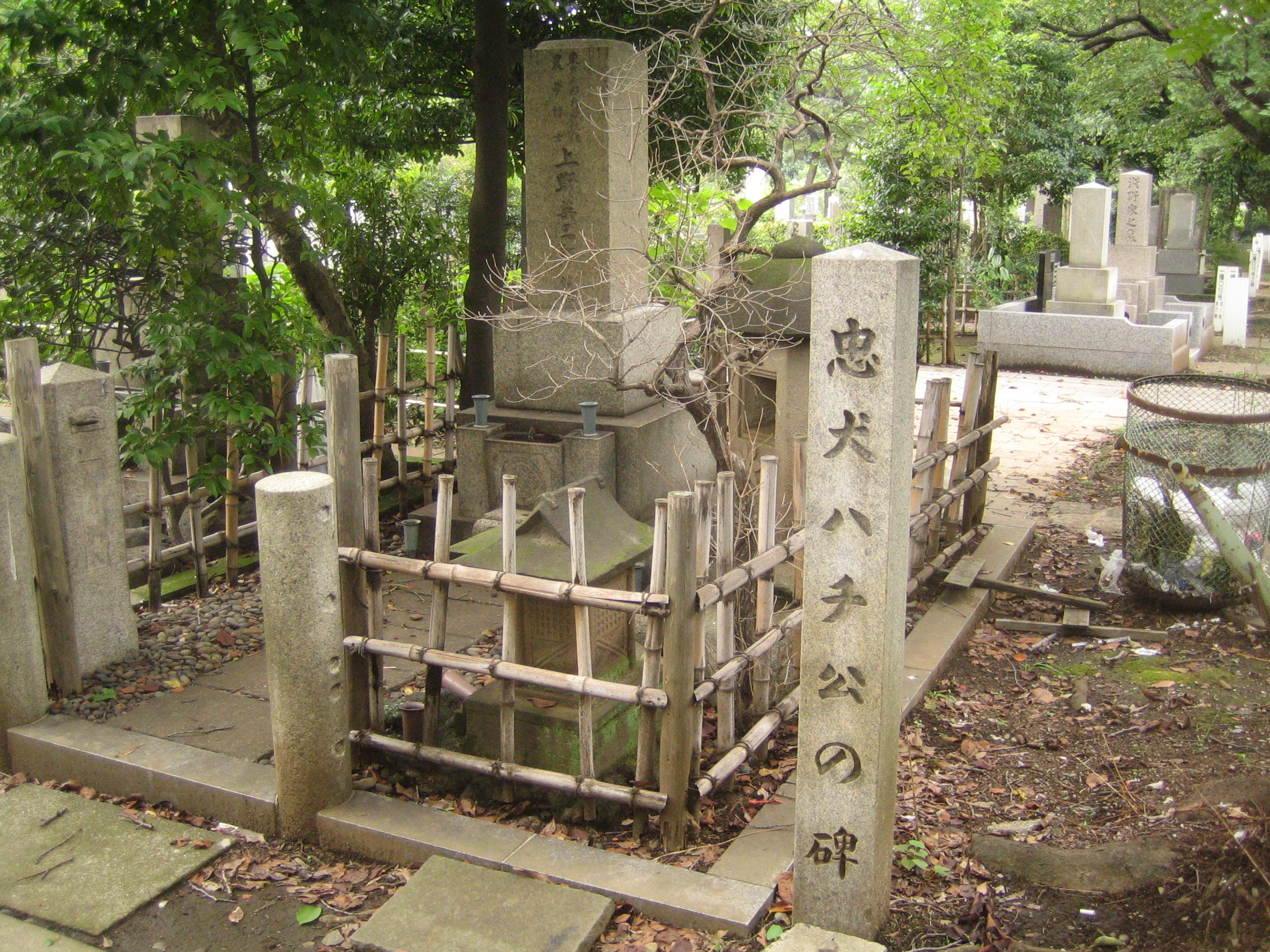
Могила Хатико на кладбище Аояма, район Минато-ку, Токио

Хатико приходил на станцию в течение девяти лет вплоть до своей смерти 8 марта 1935 года. Мёртвого Хатико нашли на улице недалеко от станции. У него был рак в последней стадии и филярии сердца. В желудке Хатико было найдено четыре палочки от якитори, однако они не повредили желудок и не были причиной смерти.

## Память

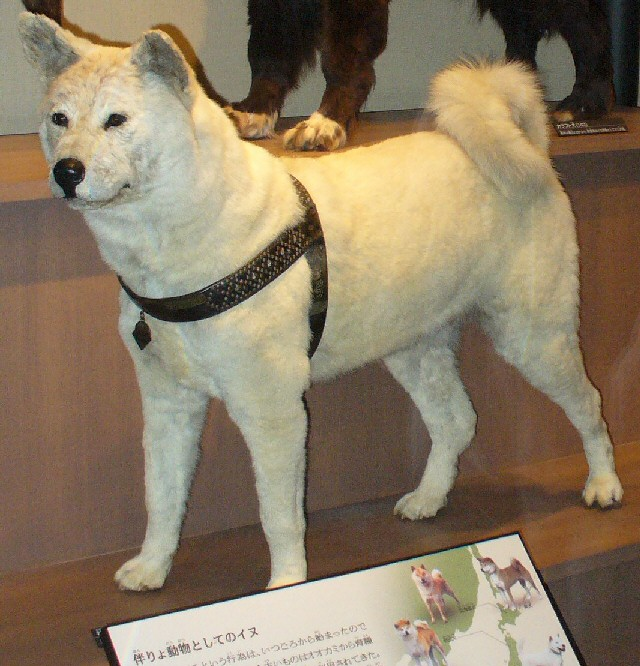
Чучело Хатико в Национальном музее науки, Уэно, Токио

21 апреля 1934 года Хатико был воздвигнут памятник, на открытии которого он лично присутствовал.
Во время Второй мировой войны памятник был уничтожен — металл памятника пошёл на военные нужды. После окончания войны, в августе 1948 года, памятник был восстановлен. Сегодня статуя Хатико у станции Сибуя является местом встречи влюблённых, а сам образ пса в Японии стал примером беззаветной любви и верности.
Останки Хатико хранятся в виде чучела в Национальном музее науки, Уэно, Токио, Япония. Часть останков Хатико кремирована и захоронена на кладбище Аояма, район Минато-ку, Токио. Также Хатико отведено почётное место на японском виртуальном кладбище домашних животных.
На истории Хатико были основаны фильмы 1987 года «История Хатико» (яп. ハチ公物語) и ремейк 2009 года «Хатико: Самый верный друг», а также фильм 2023 года «Мой Хатико».